# Malcolm Butler
Pour les articles homonymes, voir Butler.
(en) Statistiques sur pro-football-reference
Malcolm Terel Butler, né le 2 mars 1990 à Vicksburg, est un ancien joueur américain de football américain. Non sélectionné lors de sa fin de carrière universitaire, il entre dans l'effectif des Patriots de la Nouvelle-Angleterre en 2014 au poste de cornerback. Il évolue à ce poste en National Football League (NFL) depuis. Il est célèbre pour avoir intercepté le ballon lors du Super Bowl XLIX, scellant la victoire des Patriots contre les Seahawks de Seattle.

## Biographie

### Jeunesse
Malcolm Terel Butler est né le 2 mars 1990 à Vicksburg. Il est diplômé au lycée de Vicksburg en 2009 où il ne joue au football américain que lors de sa première et sa dernière année. Il réalise cinq plaquages en moyenne par rencontre lors de sa dernière année au lycée. Butler participe également à des compétitions d'athlétisme. Ses performances sportives lui permettent d'obtenir une bourse pour l'université de Hinds Community College à Raymond.

### Carrière universitaire
En 2009, Malcolm Butler réussit 22 plaquages et une interception avec Hinds Community College avant d'être exclue de l'équipe après la cinquième rencontre. Il est transféré à l'Université d'État Alcorn avant d'être inviter de retour au Hinds Community College en 2011. Lors de sa deuxième année, Butler réalise 43 plaquages, trois interceptions et défend 12 passes.
En 2012, Butler est recruté par l'Université de West Alabama, où il est diplômé en éducation physique. Il commence les 12 matchs de la rencontres avec les Tigers, évoluent en Division II. Il termine la saison avec 49 plaquages dont 43 individuels, et 5 interceptions. Il est également un acteur des équipes spéciales, en retournant les coups de pied.

### Carrière professionnelle

#### Débuts (2014)
Le 19 mai 2014, Malcolm Butler signe un contrat avec les Patriots de la Nouvelle-Angleterre après une non sélection lors de la draft 2014 de la NFL. Lors de sa première saison régulière avec les Patriots, Butler entre en jeu dans 11 rencontres, débutant une seule fois, contre les Dolphins de Miami le 14 décembre. Il termine la saison en tant que cinquième joueur dans la hiérarchie des cornerbacks pour les Pats.

#### Super Bowl XLIX
Malcolm Butler passe toute la première partie du Super Bowl XLIX sur le banc de touche. Il entre au début de la seconde mi-temps, pour pallier les défaillances de Kyle Arrington. Mis en défense individuelle sur le receveur Jermaine Kearse, Butler défend bien, cassant deux passes longues et réalisant trois plaquages. Les Patriots reprennent l'avantage au score mais laissent à Russell Wilson la possession pour gagner la rencontre. Sur une passe longue, Butler, bien qu'au marquage de Kearse, est battu par ce dernier qui attrape le cuir après avoir jonglé avec. Deux jeux offensifs plus tard, alors qu'il ne reste qu'un yard à gagner pour les Seahawks, Russell Wilson lance la balle qui est attrapée par Malcolm Butler. Ce dernier devient le héros de la rencontre alors qu'il n'est que débutant.

#### De héros àcornerbacktitulaire (2015-2016)
Dès la saison suivante, et après les départs de Darrelle Revis, Brandon Browner et Kyle Arrington, Butler est promu cornerback titulaire des Patriots. Lors de la première rencontre de la saison, il est mis en face à face avec la star des Steelers de Pittsburgh, Antonio Brown. Butler participe à 1 082 jeux soit 98,8 % des jeux défensifs des Patriots. Omniprésent, il est nommé au Pro Bowl à la fin de la saison pour la première fois de sa carrière. Devenu un pilier indiscutable de la défense des Patriots, il réalise quatre interceptions en saison régulière la saison suivante, et notamment deux dans la même rencontre contre les Jets de New York le 24 décembre,.

#### Les Titans du Tennessee
Le 15 mars 2018, il quitte les Patriots après avoir signé un contrat de 5 ans pour 61 millions de dollars, dont 30 millions garantis, avec les Titans du Tennessee.

## Statistiques
Malcolm Butler a joué pour les Patriots de la Nouvelle-Angleterre pendant toute sa carrière au poste de cornerback. Les statistiques dans les tableaux suivants mesurent ses différentes performances à ce poste.

### Saison régulière
| Année              | Équipe                             | MJ                 |       | Plaquages | Plaquages | Plaquages | Plaquages |       | Interceptions | Interceptions | Interceptions | Interceptions |  | Fumbles | Fumbles |
| Année              | Équipe                             | MJ                 | Total | Seul      | Ast.      | Sacks     | Nb.       | Yards | Déf.          | TD            | Nb.           | Rec.          |  |         |         |
| 2014               | Patriots de la Nouvelle-Angleterre | 11                 | 15    | 14        | 1         | 0         | 0         | -     | 3             | -             | 0             | 0             |  |         |         |
| 2015               | Patriots de la Nouvelle-Angleterre | 16                 | 67    | 56        | 11        | 0         | 2         | 9     | 15            | 0             | 0             | 0             |  |         |         |
| 2016               | Patriots de la Nouvelle-Angleterre | 16                 | 63    | 48        | 15        | 1         | 4         | 28    | 17            | 0             | 1             | 2             |  |         |         |
| 2017               | Patriots de la Nouvelle-Angleterre | 16                 | 60    | 55        | 5         | 1         | 2         | -1    | 12            | 0             | 3             | 0             |  |         |         |
| 2018               | Titans du Tennessee                | 16                 | 69    | 60        | 9         | 1         | 3         | 90    | 12            | 1             | 1             | 0             |  |         |         |
| 2019               | Titans du Tennessee                | 9                  | 32    | 25        | 7         | 0         | 2         | 61    | 9             | 1             | 0             | 0             |  |         |         |
| Totaux en carrière | Totaux en carrière                 | Totaux en carrière | 306   | 258       | 48        | 3         | 13        | 187   | 68            | 2             | 5             | 2             |  |         |         |

## Aspects financiers
Le tableau ci-dessous récapitule les revenus en carrière de Malcolm Butler avec les Patriots de la Nouvelle-Angleterre.
| 2014  | Patriots | 420 000 $   | - | - | - | - | 420 000 $   |
| 2015  | Patriots | 510 000 $   | - | - | - | - | 510 000 $   |
| 2016  | Patriots | 600 000 $   | - | - | - | - | 600 000 $   |
| Total | Total    | 1 530 000 $ | - | - | - | - | 1 530 000 $ |